# Polycyrtus histrio
Polycyrtus histrio är en stekelart som beskrevs av Maximilian Spinola 1840. Polycyrtus histrio ingår i släktet Polycyrtus och familjen brokparasitsteklar. Inga underarter finns listade i Catalogue of Life.